# 马赛有轨电车2号线
马赛有轨电车2号线（法語：Ligne 1 du tramway de Marseille）是法国东南部城市马赛的一条有轨电车线路，全长5.8公里。

## 历史
马赛有轨电车2号线于2007年开通，最初的行驶区段为“欧洲地中海—莱卡约勒”（Euroméditerranée Gantès - Les Caillols），之后拉布朗卡尔德站以东的部分仅由1号线运行。2010年，欧地—草仓之间的路段开通。

## 路线
马赛有轨电车2号线大致分为两部分，其中麻田街以北的部分呈南北走向，而以东的部分则呈东西走向。全线共12个车站，全程均在马赛市镇范围内，其中贝尔桑斯—草仓之间的路段和3号线共线。

## 运营
马赛有轨电车2号线每天运营时间为5:15至次日0:20，工作日白天平均5分钟一班，周日及节假日平均12-15分钟一班，不分大小交路，全程运行时间大约为20分钟。

## 车型
马赛所有的有轨电车线路均采用由庞巴迪生产的特供列车，根据马赛交通局的要求专门设计，共有32列。该列车长42.5米，可装载最多200人。

## 车辆所
2号线的车辆所为"圣皮耶尔"（Saint-Pierre），位于1号线的同名车站附近。

## 車站列表
马赛有轨电车2号线的所有车站都位於马赛境内。
| 马赛有轨电车2号线车站 |          |                |          |                  |
| 中文站名              | 法文站名 | 站台类型       | 所在区域 | 可换乘线路       |
| 阿朗克-草仓站         |          | 地面双侧式站台 | 2区      |                  |
| 欧洲地中海-冈泰斯站   |          | 地面双侧式站台 | 2区      |                  |
| 若列特站              |          | 地面双侧式站台 | 2区      |                  |
| 共和-女士站           |          | 地面双侧式站台 | 2区      |                  |
| 萨迪-卡诺站           |          | 地面双侧式站台 | 2区      |                  |
| 贝尔桑斯-阿尔卡扎尔站 |          | 地面双侧式站台 | 1区      |                  |
| 麻田街-卡皮桑站       |          | 地面双侧式站台 | 1区      |                  |
| 麻田街-加里波底站     |          | 地面双侧式站台 | 1区      | →诺阿耶站（ ）   |
| 归正-麻田街站         |          | 地面双侧式站台 | 1区      |                  |
| 国民站                |          | 地面双侧式站台 | 1区      |                  |
| 隆尚站                |          | 地面双侧式站台 | 1区      |                  |
| 五道口站              |          | 地面双侧式站台 | 4区      |                  |
| 福煦-萨卡基尼         |          | 地面双侧式站台 | 4区      |                  |
| 福煦-饮料             |          | 地面双侧式站台 | 4区      |                  |
| 拉布朗卡尔德站        |          | 地面岛式站台   | 5区      | 布朗卡尔德火车站 |
| 1.                    |          |                |          |                  |